# Луцій Цейоній Коммод
Луцій Цейоній Коммод (лат. Lucius Ceionius Commodus; ? — після 82) — політичний діяч часів Римської імперії, консул 78 року.

## Життєпис
Походив з роду Цейоніїв, гілки Коммодів з Етрурії. Під час правління імператора Клавдія перебрався до Риму, де розпочав кар'єру. Імператор Нерон зробив його сенатором. Від Веспасіана отримав патриціанський статус.
У 78 році став ординарним консулом разом з Децимом Юнієм Новієм Пріском. Того ж року призначено імператорським легатом-пропретором провінції Сирії, якою керував до 82 року. Про подальшу долю немає відомостей.

## Родина
- Луцій Цейоній Коммод, консул 106 року